# Gus Mancuso (Jazzmusiker)
Ronald Bernard „Gus“ Mancuso (* 5. Januar 1933 in Hastings (Pennsylvania); † 9. Dezember 2021) war ein US-amerikanischer Jazzmusiker (Baritonhorn, Posaune, Piano, auch Kontrabass, Trompete, Vibraphon). Er war einer der wenigen Hornisten im Jazz, die auf eigenen Alben dieses Instrument vorstellen.

## Leben und Wirken
Mancuso, der in Rochester (New York) mit Chuck Mangione, Joe Romano und Steve Gadd aufwuchs, begann mit elf Jahren zunächst Schlagzeug zu spielen, bevor er zur Posaune wechselte. Während der Ableistung seines Militärdienstes trat er auf dem Baritonhorn in einer Armeeband hervor. Nach seiner Entlassung aus der Army ging er nach Las Vegas, wo er im Mary Kaye Trio auftrat. Cal Tjader vermittelte ihn an das Plattenlabel Fantasy Records in San Francisco. Tjader arrangierte dann auch Mancusos erste Aufnahmesitzung, bei der 1956 das Album Introducing Gus Mancuso eingespielt wurde. Mancuso nahm lediglich ein einziges weiteres Album unter eigenem Namen auf, Music for New Faces (mit Joe Romano, Pete Jolly, Red Mitchell, Buddy Greve), das 1958 ebenfalls für Fantasy entstand. Mancuso arbeitete als Pianist und Bassist des Weiteren mit dem Tommy Vig Orchestra, Sarah Vaughan, Billy Eckstine, Quincy Jones und Carl Fontana. In späteren Jahren arbeitete er als Musikpädagoge und lebte wieder in Las Vegas, wo er auftrat.
Im Bereich des Jazz war er Tom Lord zufolge zwischen 1956 und 2003 an neun Aufnahmesessions beteiligt, zuletzt mit dem Saxophonisten Vito Price.

## Diskographische Hinweise
- Introducing Gus Mancuso (Fantasy, 1956), mit Gerald Wiggins, Eugene Wright, Bill Douglass bzw. Richie Kamuca, Vince Guaraldi, Cal Tjader, Eddie Duran
- Music from New Faces (Fantasy, 1958), mit Joe Romano, Pete Jolly, Red Mitchell, Buddy Greve